# Timon Haugan
Timon Haugan (* 27. Dezember 1996 in Støren, Trøndelag) ist ein norwegischer Skirennläufer. Er ist auf die technischen Disziplinen Riesenslalom und Slalom spezialisiert.

## Biografie
Timon Haugan stammt aus Oppdal südlich von Trondheim. Wenige Tage nach seinem 15. Geburtstag bestritt er in Oppdal seine ersten FIS-Rennen. Am 5. Dezember 2015 stieg er mit dem Riesenslalom von Trysil in den Europacup ein, konnte in seiner ersten Saison aber noch keine Punkte gewinnen. Bei den Juniorenweltmeisterschaften in Sotschi errang er mit der norwegischen Mannschaft die Bronzemedaille. Nachdem ihm in seiner zweiten Europacup-Saison sechs Platzierungen unter den besten 30 gelungen waren, ging er bei seinen zweiten Juniorenweltmeisterschaften in Åre in allen fünf Disziplinen an den Start. Im Riesenslalom gewann er hinter Loïc Meillard die Silbermedaille, in der Kombination belegte er Rang fünf. Am Ende der Saison wurde er in einem stark besetzten Slalomrennen norwegischer Vizemeister und musste sich nur Henrik Kristoffersen geschlagen geben.
Am 22. Dezember 2017 gab Haugan im Slalom von Madonna di Campiglio sein Weltcup-Debüt und gewann mit Rang 24 auf Anhieb Punkte. Eine weitere Platzierung in den Punkterängen gelang ihm gegen Ende der Saison als 25. in Kranjska Gora. Am 10. März 2018 gewann er in Berchtesgaden erstmals ein Europacuprennen. In der Europacupsaison 2018/19 wurde er Dritter der Gesamt- und Zweiter der Slalomwertung. Nach mehreren guten Platzierungen gelang ihm am 8. Februar 2020 mit Rang zwei im Slalom von Chamonix sein erster Podestplatz im Weltcup.
Bei den Olympischen Spielen von Peking kam er im Spezialslalom nicht zum Einsatz, gewann aber im Mannschaftswettbewerb gemeinsam mit Mina Fürst Holtmann, Fabian Wilkens Solheim, Thea Louise Stjernesund, Maria Therese Tviberg und Rasmus Windingstad die Bronzemedaille. An der Seite von Alexander Steen Olsen, Stjernesund und Tviberg holte er bei den Weltmeisterschaften in Méribel die Silbermedaille im Mannschaftswettbewerb. Im Parallelrennen gewann er die Bronzemedaille. Am 2. März 2024 gelang ihm mit Platz 3 in Aspen die erste Podestplatzierung in einem Weltcup-Riesenslalom. Zwei Wochen später feierte er im Slalom von Saalbach seinen ersten Weltcupsieg und bewahrte die norwegische Herrenmannschaft damit vor der ersten sieglosen Saison seit 35 Jahren.

## Erfolge

### Olympische Spiele
- Peking 2022: 3. Mannschaftswettbewerb

### Weltmeisterschaften
- Cortina d’Ampezzo 2021: 14. Parallelrennen
- Courchevel/Méribel 2023: 2. Mannschaftswettbewerb, 3. Parallel, 17. Slalom
- Saalbach-Hinterglemm 2025: 5. Slalom, 7. Riesenslalom, 7. Mannschaftswettbewerb, 9. Team-Kombination

### Weltcupwertungen
| Saison  | Gesamt | Gesamt | Riesenslalom | Riesenslalom | Slalom | Slalom | Parallel | Parallel |
| Saison  | Platz  | Punkte | Platz        | Punkte       | Platz  | Punkte | Platz    | Punkte   |
| ------- | ------ | ------ | ------------ | ------------ | ------ | ------ | -------- | -------- |
| 2017/18 | 135.   | 13     | –            | –            | 46.    | 13     | –        | –        |
| 2018/19 | 127.   | 15     | –            | –            | 44.    | 15     | –        | –        |
| 2019/20 | 71.    | 120    | –            | –            | 16.    | 119    | 42.      | 1        |
| 2020/21 | 77.    | 84     | -            | -            | 29.    | 64     | 13.      | 20       |
| 2021/22 | 49.    | 187    | 51.          | 7            | 18.    | 180    | –        | –        |
| 2022/23 | 35.    | 231    | –            | –            | 10.    | 231    | –        | –        |
| 2023/24 | 7.     | 450    | 18.          | 171          | 3.     | 450    | –        | –        |
| 2024/25 | 5.     | 821    | 11.          | 212          | 3.     | 609    | –        | –        |

### Weltcupsieg
- 10 Podestplätze, davon 4 Siege:

| Datum             | Ort        | Land       | Disziplin |
| ----------------- | ---------- | ---------- | --------- |
| 17. März 2024     | Saalbach   | Österreich | Slalom    |
| 23. Dezember 2024 | Alta Badia | Italien    | Slalom    |
| 29. Januar 2025   | Schladming | Österreich | Slalom    |
| 27. März 2025     | Sun Valley | USA        | Slalom    |

- 1 Sieg in Mannschaftswettbewerben

### Europacup
- Saison 2018/19: 3. Gesamtwertung, 2. Slalomwertung, 10. Riesenslalomwertung
- Saison 2020/21: 3. Riesenslalomwertung
- 5 Podestplätze, davon 2 Siege:

| Datum           | Ort           | Land        | Disziplin    |
| --------------- | ------------- | ----------- | ------------ |
| 10. März 2018   | Berchtesgaden | Deutschland | Riesenslalom |
| 3. Februar 2021 | Folgaria      | Italien     | Riesenslalom |

### Juniorenweltmeisterschaften
- Sotschi 2016: 3. Mannschaftswettbewerb, 11. Kombination, 37. Super-G, 38. Abfahrt
- Åre 2017: 2. Riesenslalom, 5. Kombination, 15. Slalom

### Weitere Erfolge
- Norwegischer Vizemeister im Slalom 2017
- 10 Siege in FIS-Rennen